# MG Midget
El MG Midget es un pequeño automóvil deportivo de dos plazas producido por MG de 1961 a 1979. Revivió un nombre que se había utilizado en modelos anteriores, como el MG M, el MG D, el MG J y el MG T. 

## MG Midget MkI (1961–64)
La primera versión, anunciada a finales de junio de 1961, era esencialmente un rediseño de la versión MkII del Austin-Healey Sprite con elementos de mejor calidad. El Sprite 'ojos de rana' original se había introducido específicamente para llenar el vacío en el mercado que dejó el final de la producción del MG T Midget, cuyo teórico sustituto, el MG A, era un automóvil significativamente más grande y más caro, y con un mayor rendimiento. Muchos compradores de MG recurrieron al Sprite para disponer de un automóvil deportivo moderno de bajo costo, y por lo tanto, una versión rediseñada con el emblema de MG que reutilizaba el nombre Midget tenía sentido. El nuevo Midget se diferenciaba del Sprite solo en el diseño de la rejilla, las insignias, el acabado interior algo más lujoso, los mejores instrumentos y el acabado pulido externo agregado para justificar su mayor precio.
Mecánicamente, el automóvil era idéntico al Austin-Healey, conservando la suspensión trasera con ballestas de cuarto de elipse y brazos traseros del 'ojos de rana'. El motor de 948 cc Serie A disponía de dos carburadores gemelos SU, con los que rendía 46 caballos (34,3 kW) a 5500 rpm y 53 pies·libra fuerza (71,9 N·m) a 3000 rpm. Los frenos eran tambores de 7 pulgadas (178 mm). El techo rígido, la calefacción, una radio y el portaequipajes estaban disponibles como accesorios adicionales de fábrica. 
En octubre de 1962, la cilindrada del motor se incrementó a 1098 cc, elevando la potencia a 56 caballos (41,8 kW) a 5500 rpm y el par motor a 62 pies·libra fuerza (84,1 N·m) a 3250 rpm. Frenos de disco reemplazaron a los tambores en el eje delantero. También estaban disponibles unas ruedas con radios de alambre de 13x4". 
Las puertas no tenían manijas o cerraduras externas y las ventanas de Perspex se deslizaban lateralmente. 
La producción fue de 16.080 unidades de la versión de motor pequeño y de 9601 de la 1098 cc.
Un automóvil con el motor de 948 cc fue probado por la revista británica The Motor en 1962. Su velocidad máxima era de 87,9 millas por hora (141,5 km/h) y podría acelerar de 0 a 60 millas por hora (96,6 km/h) en 18,3 segundos. El consumo de combustible obtenido fue de 40,2 millas por galón imp (7 L/100 km). La unidad de prueba costaba 689 libras (impuestos incluidos) en el mercado del Reino Unido.

## MG Midget MkII (1964–66)
Externamente, los principales cambios fueron en las puertas, dotadas de ventanas con vidrios escamoteables (combinadas con triángulos de vidrio delanteros que podían girarse), manijas externas y cerraduras separadas. El parabrisas recibió una ligera curvatura, disponiémdose en un marco más sólido. El capó, aunque modificado, continuó teniendo un carenado desmontable que debía retirarse para cambiar una rueda trasera. Los muelles traseros fueron reemplazados por ballestas semielípticas más convencionales, con un mejor nivel de conducción. El bloque del motor se fortaleció y se instalaron cojinetes principales más grandes, aumentando la potencia a 59 HP (44,0 kW) a 5750 rpm y el par motor a 65 lb·pie (88,1 N·m) a 3500 rpm. 
Se fabricó un total de 26.601 unidades.

## MG Midget MkIII (1966–74)

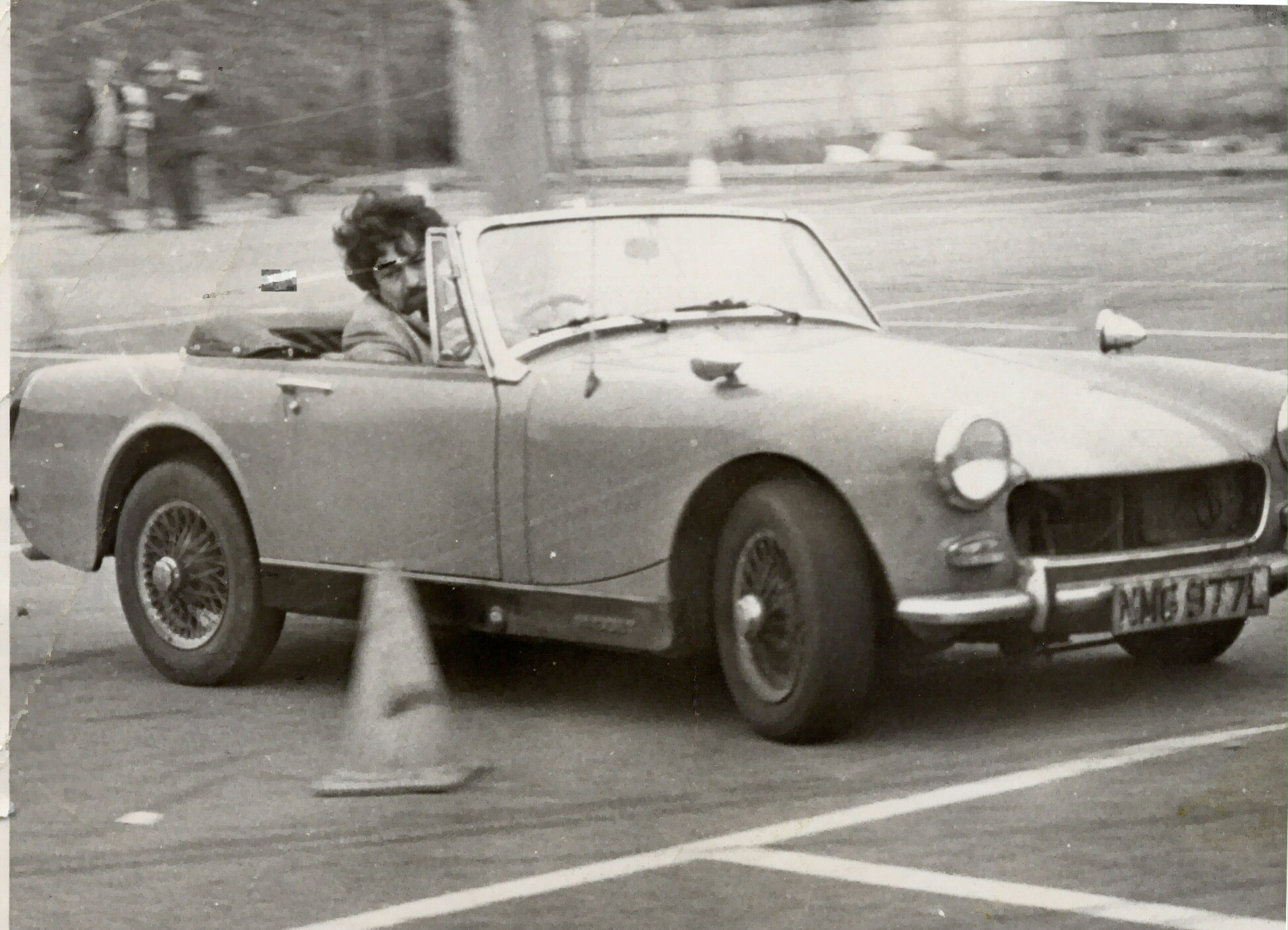
MG Midget (con el paso de ruedas trasero completamente libre) durante un examen de conducción

El motor aumentó hasta 1275 cc, siguiendo los pasos del Mini-Cooper 'S'. Los entusiastas estaban decepcionados por la versión rebajada del motor Cooper 'S' (que en origen rendía 76 HP (56,7 kW) a 5800 rpm), dando tan solo 65 HP (48,5 kW) a 6000   rpm y 72 lb·pie (97,6 N·m) a 3000 rpm. Esto era debido a que se utilizó una relación de compresión reducida de 8.8:1, en lugar del valor de 9.75:1 empleado en el motor Cooper S. El Midget utilizaba una culata de fundición 12G940, compartida con otros modelos BMC 1300, mientras que el Cooper 'S' tenía una culata especial no solo con una entrada más grande, sino también con válvulas de escape más grandes; aunque estas válvulas de escape provocaron que muchas culatas 'S' fallaran por grietas entre los asientos de las válvulas. El motor rebajado se usó por razones comerciales de ubicación en el mercado de la gama de modelos: con el motor con las especificaciones Cooper 'S', el Midget podría haber sido más rápido que el MGB, más caro. El sistema hidráulico ganó un cilindro maestro separado para el embrague. El capó recibió un mecanismo mejorado, que lo hacía mucho más fácil de usar. 
A finales de 1967 (modelo de 1968), los automóviles con especificaciones estadounidenses recibieron varios elementos de seguridad adicionales: un frontal interior acolchado (tablero de instrumentos) con los relojes principales más pequeños, columna de dirección colapsable, bisagras tipo tijera del capó, un tercer limpiaparabrisas, luces de posición laterales adicionales y pestillos antigolpe. 
En diciembre de 1968, comenzando con la unidad de número de serie 66236, la relación de transmisión del eje trasero se redujo de 4.22:1 a 3.90:1, dando 16,5 mph (26,6 km/h) por cada 1000 rpm. Este aumento de la relación de transmisión final permitió obtener una mejor economía de combustible.
A finales de 1969 (modelo de 1970) se realizaron cambios menores en el revestimiento de la carrocería, con los marcos pintados de negro, una rejilla negra empotrada revisada y luces traseras cuadradas como en el MGB. Las ruedas "Rostyle" de Rubery Owen de 13 pulgadas fueron estandarizadas, pero las de radios de alambre seguían siendo una opción. Ambas estaban equipadas con neumáticos 520X13 Crossply o 145HR13 Cinturato Pirelli CA67. Estos automóviles revisados se presentaron inicialmente con el marco del parabrisas pintado de negro mate, pero este diseño resultó muy impopular y después de que se construyeron unos pocos centenares de unidades, el Midget volvió a la aleación original pulida. 
En agosto de 1971, la relación de compresión en los motores norteamericanos se redujo a 8.0:1. La potencia de salida del motor cayó a 54,5 HP (40,6 kW) a 5500 rpm y 67 lb·pie (90,8 N·m) a 3250 rpm. 

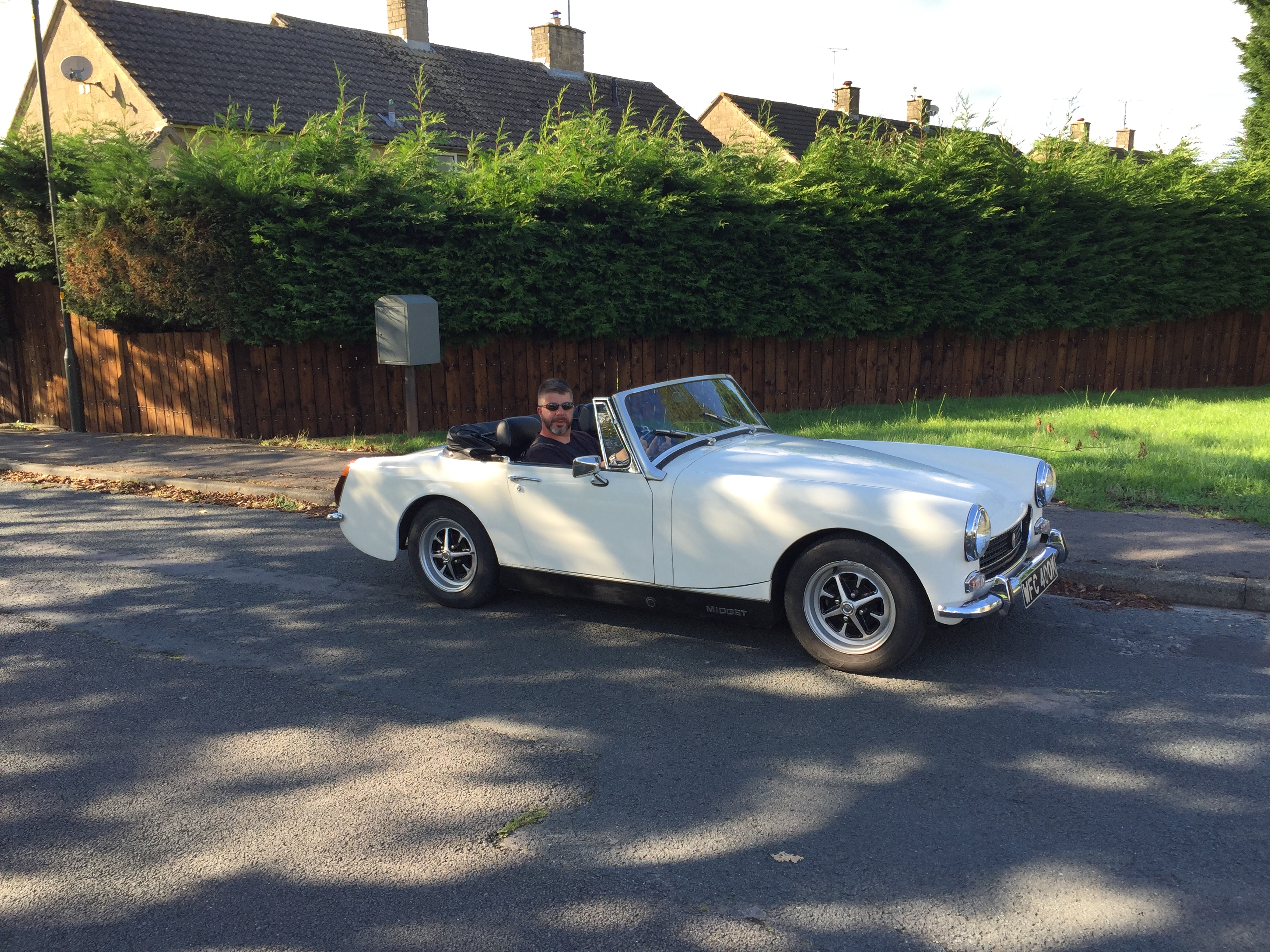
MG Midget de 1972

Los pasos de rueda trasera de forma cuadrada se redondearon en enero de 1972. También en este año, se instaló una cremallera de dirección Triumph, lo que dio una relación de engranaje algo más baja que en los Midget anteriores. También se agregó un segundo escape con silenciador en 1972. Se instalaron alternadores en lugar de dinamos desde 1973 en adelante. 
Siete meses después del lanzamiento del modelo de 1974, se le agregaron bloques de goma de gran tamaño en el parachoques, apodados "Sabrinas" en honor a la bien dotada actriz británica. Esta adición a los parachoques de cromo se incorporó para cumplir con las primeras regulaciones estadounidenses de impacto. 
Muchos aficionados consideran que los Midget de paso de rueda redondo y con parachoques cromados, producidos entre 1972 y 1974, son los más deseables. Estos coches comenzaron a salir de la fábrica de Abingdon a fines de 1971. Entre 1966 y el rediseño de 1969, se realizaron 22.415 unidades, y otras 77.831 hasta 1974.

## MG Midget 1500 (1974–80)

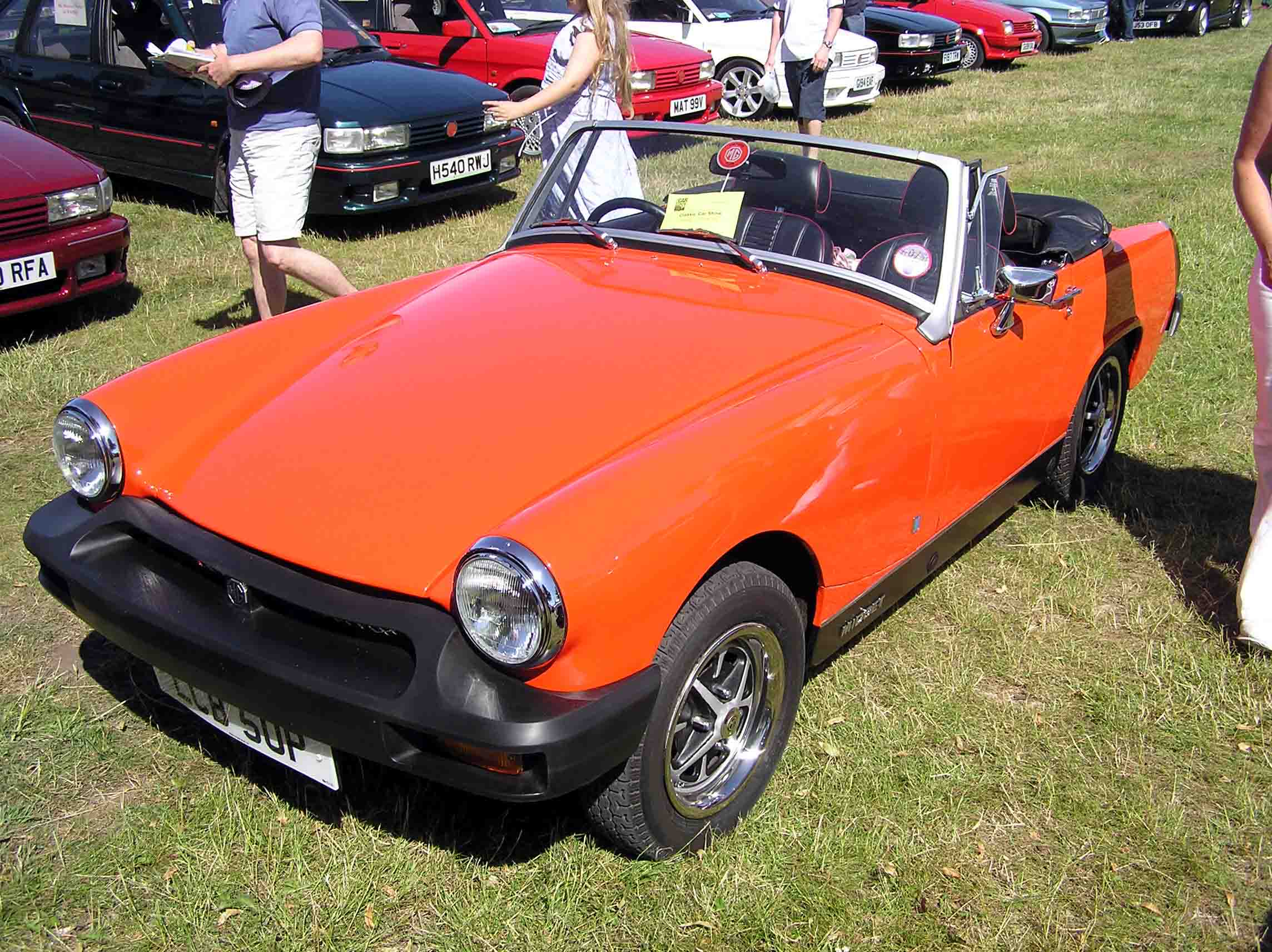
MG Midget 1500 (1976)

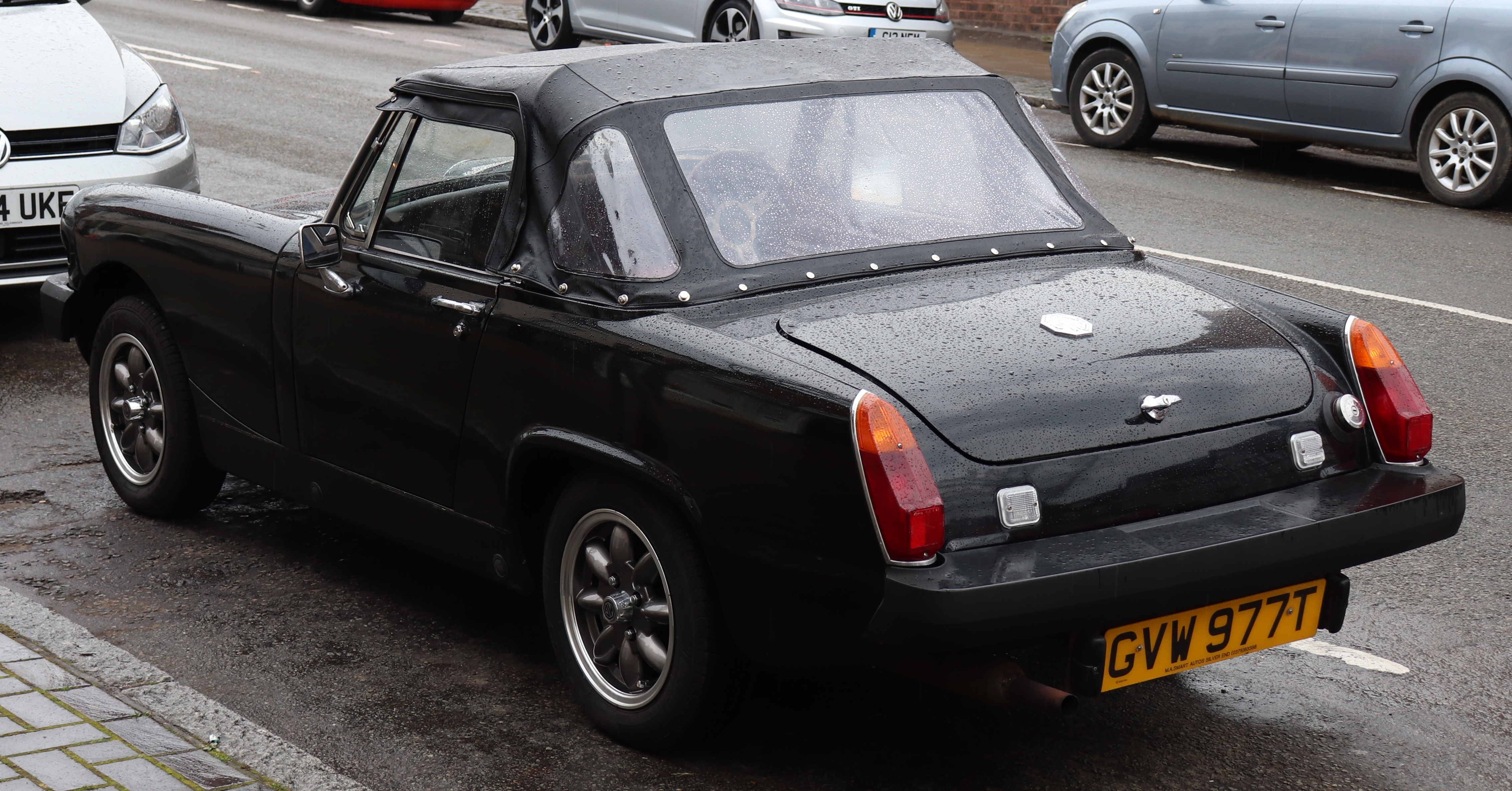
MG Midget 1500 (1979)

Para cumplir con las regulaciones federales de EE. UU., se agregaron grandes parachoques de plástico negro en la parte delantera y trasera y se aumentó las altura de la posición del conductor. Este último cambio afectó a la calidad de conducción, y se agregaron barras antivuelco para prever los efectos de un centro de gravedad más alto. El motor de la serie A fue reemplazado por el motor Standard SC de 1493 cc utilizado por el Triumph Spitfire, acoplado a la caja de cambios del Morris Marina con las cuatro marchas sincronizadas. El mayor desplazamiento del nuevo motor fue más capaz de hacer frente a las crecientes regulaciones de emisiones. Aunque la potencia nominal era similar (65 bhp - mercado interno) el motor de 1493 cc producía un mayor par motor, lo que combinado con relaciones de transmisión más altas se tradujo en una mejor aceleración (12 segundos para pasar de 0 a 60 mph en comparación con los 13 que necesitaba la versión con motor de 1275 cc) y una velocidad máxima de poco más de 100 mph. En el mercado estadounidense, British Leyland tuvo que ver la manera de mantener la potencia del motor a niveles aceptables, añadiendo bombas de aire, válvulas EGR y convertidores catalíticos para mantenerse al día con las nuevas regulaciones de control de emisiones de escape de Estados Unidos y California. Las unidades del mercado local tenían carburadores gemelos SU HS4, sustituidos para el mercado de EE. UU. por un solo carburador convertidor catalítico Zenith-Stromberg 150 CD4 hasta1976. Todos los modelos posteriores vinieron con el Zenith-Stromberg 150 CD4T. La potencia cayó a 50 CV a 5000 rpm y el par a 67 lb-pie a 2500 rpm. Los pasos de las ruedas traseras pasaron a ser cuadrados nuevamente, con el fin de aumentar la rigidez de la carrocería. El último automóvil se fabricó el 7 de diciembre de 1979, después de que se hubieran fabricado 73.899 unidades de la última versión. Los últimos 500 coches para el mercado interno se pintaron de negro.

## ADO34

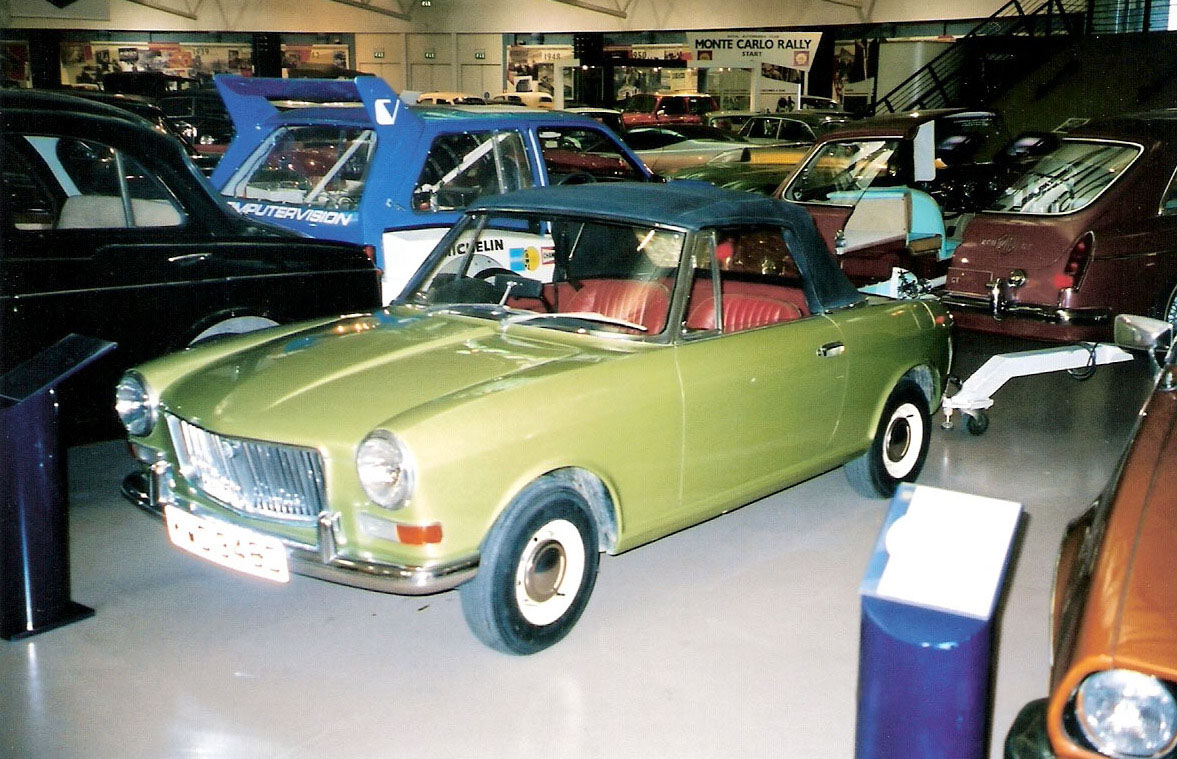
Mini concept car MG Midget que nunca llegó a producirse en serie. (Foto tomada en 2003 en el Heritage Motor Center en Gaydon)

ADO34 era el nombre de un proyecto activo entre 1960 y 1964 que tenía como objetivo desarrollar posiblemente un Mini roadster con tracción delantera como posible nuevo MG Midget o Austin-Healey Sprite. Tras el lanzamiento del MG Midget en 1961, se consideró como un posible sustituto del propio Midget o del Austin Healey Sprite. El proyecto fue cancelado alrededor de 1964. En 1965, Peugeot lanzó el 204 Cabriolet, también diseñado por Pininfarina y con fuertes similitudes visuales con el ADO34, especialmente en la parte trasera casi idéntica. La configuración de tracción delantera con motor transversal del 204 (un nuevo enfoque para Peugeot) también se inspiró en el diseño de la BMC. 

## Cupés de competición MG Midget
El piloto de carreras de MG y propietario del garaje, Dick Jacobs, persuadió a Abingdon para que construyera un par de Midget ligeros especiales con una carrocería GT inspirada en el Aston Martin DB4. El techo utilizaba la parte delantera del techo rígido del Midget estándar, mientras que la parte trasera y el parabrisas se personalizaron. Se colocó una toma de combustible de liberación rápida por debao y a la derecha del parabrisas trasero. Syd Enever rediseñó el morro para mejorar la eficiencia aerodinámica: las pruebas del túnel de viento mostraron que la nueva carrocería requería 13 caballos menos para alcanzar las 100 mph que la carrocería estándar. Las dos unidades se registraron como BJB 770 y BJB 771. Se construyó un tercer coche para John Milne de Escocia, y los tres se conservan. Los dos prestados a Dick Jacobs fueron equipados originalmente con motores de la serie A de 997 cc, con carburadores Weber gemelos y aproximadamente 80 caballos (60 kW), para disputar la campaña de 1962 a 1963 de la Fórmula Junior-especial. Para la temporada de 1964, corrieron con un motor de 1287 cc que usaba un bloque derivado del Mini-Cooper 'S', disponible para eventos donde los cupés corrían como prototipos. Estaban equipados con tanques de combustible de 18,5 galones, radiadores de aceite más grandes, sistemas de escape de gran diámetro y frenos de doble circuito.

## Lecturas relacionadas
- 7Horler, Terry (1993). Original Sprite and Midget. Motorbooks. ISBN 1-870979-45-1.
- Bonds, Ray (2003). The Illustrated Directory of Sports Cars. Motorbooks. ISBN 0-7603-1420-9.
- Heilig, John (1996). MG Sports Cars. Motorbooks. ISBN 0-7603-0112-3.

- Datos: Q1881468
- Multimedia: MG Midget / Q1881468